# Universidad Kim Il-sung
La Universidad Kim Il-sung (김일성종합대학 en coreano) es la primera universidad de Corea del Norte, construida en 1946, pocos meses antes de la independencia, ante la necesidad de contar con un centro de estudios avanzados en el país. El edificio está ubicado en un campus de 15 hectáreas en el centro de Pionyang, la capital de la nación. Junto con los principales edificios académicos, el campus contiene 10 oficinas separadas, 50 laboratorios, bibliotecas, museos, una imprenta, un centro de I + D, dormitorios y un hospital. Hay un laboratorio de computación importante, pero acceso a Internet es limitado. La universidad se nombra en honor de Kim Il-sung, el fundador y primer líder de Corea del Norte.

## Requisitos de estudios
La duración de las carreras universitarias en Corea del Norte depende de si es de modalidad literaria o científica. En el primer caso, la carrera dura 4 años; en el segundo, 5 años.
Para acceder al mundo universitario, que es público y gratuito para todos los ciudadanos, es imprescindible haber tenido buenas calificaciones en las anteriores etapas del sistema educativo norcoreano.

## Tipos de carreras
Ciencias Sociales
- Historia
- Filosofía
- Gobierno y Economía
- Derecho
- Lengua Coreana
- Idiomas Extranjeros

Ciencias Naturales
- Física
- Matemáticas
- Biología
- Geografía
- Química
- Geología
- Energía Atómica
- Automatización

## Alumnos destacados
- An Kyong-ho: director principal del Comité para la Reunificación Pacífica de la Patria.
- Kim Jong-il: exdirigente de Corea del Norte, estudió en la universidad entre 1960 y 1964. Falleció en 2011.
- Kim Pyong-il: hemanastro de Kim Jong-il y embajador en la República Checa.
- Kyong Wonha: científico nuclear
- Andréi Lankov: alumno de la Universidad Nacional de Australia, admitido como estudiante de intercambio en 1985.
- Kim Jong-un: actual dirigente de Corea del Norte, estudió en la universidad entre 2002 y 2007.
- Ri Sol-ju, esposa de Kim Jong-un y actual primera dama.